# Oppositionen i Nazityskland
Den tyske opposition i Nazityskland var en opposition, der bestod af forskellige individuelle mennesker og grupper i Tyskland under nationalsocialismens regime i årene 1933 til 1945. Nogle af dem tog del i planer om at fjerne Adolf Hitler fra magten og nedlægge hans regime. Deres planer kulminerede med det mislykkede forsøg på at myrde Hitler, 20. juli 1944 og det efterfølgende fejlslagne kupforsøg.
Udtrykket tysk opposition skal ikke forstås som om, der var en samlet modstandsbevægelse i Tyskland på noget tidspunkt under nazitiden svarende til de mere organiserede eksempelvis Den polske undergrunds stat, den Franske modstandsbevægelse og den Italienske modstandsbevægelse. Den tyske modstandsbevægelse bestod af små og ofte isolerede grupper. Det var umuligt for dem at stabilisere en politisk opposition, og deres eneste rigtige mål var at overbevise ledere i Wehrmacht til at iscenesætte et kup mod regimet: Mordforsøget i 1944 var planlagt til at skulle starte et sådant kup.
Mellem 1933 til 1945 havde mere end 3,5 millioner tyskere været i koncentrationslejre af politiske grunde, og omkring 77.000 tyskere var blevet dræbt pga. en eller anden form for modstand af Sondergerichte (Retten for specielle sager), krigsretten og det civile retfærdighedssystem. Mange af tyskerne havde arbejdet inden for systemet, i militære eller i civile sammenhænge, der gjorde det muligt for dem at være en del af undergravende virksomheder og konspirationer. 

## Den civile opposition
Sophie Scholl og broderen Hans Scholl var medlem af den tyske modstandsgruppe Weiße Rose. De var de første, der gjorde oprør mod Adolf Hitler, og det kostede dem livet.[kilde mangler]

## Den militære opposition
I Hitlers egne rækker opstod der også stor modstand. Mange generaler var imod Hitlers krigslyst og den nuværende krigslykke[kilde mangler], men Hitler forstod imidlertid at spille SA, SS og Gestapo ud mod hinanden, så han fik sin vilje[kilde mangler]. De færreste turde sige ham imod, da det kunne koste dem livet.
Claus von Stauffenberg fik muligheden for at dræbe Hitler og hans nærmeste i Ulveskansen. Da han skulle klargøre de to medbragte bomber, nåede han dog ikke at gøre dem begge klar og måtte nøjes med den ene[kilde mangler], som blev skjult i en mappe. Bomben endte med at slå en stenograf og tre officerer ihjel og såre 20 af de tilstedeværende til mødet deriblandt Hitler.  Hitler blev rasende, og mange blev henrettet for det fejlslagne kupforsøg. Det kostede også den tyske generalfeltmarskal Erwin Rommel livet, der, for at beskytte sin familie, begik selvmord. Han blev begravet som faldet i krigen med store hædersbevisninger.

## Fodnoter
1. ↑  Henry Maitles NEVER AGAIN!: A review of David Goldhagen, Hitlers Willing Executioners: Ordinary Germans and the Holocaust" Arkiveret 1. maj 2011 hos  Wayback Machine, further referenced to G Almond, "The German Resistance Movement", Current History 10 (1946), pp409–527.
2. ↑  David Clay, "Contending with Hitler: Varieties of German Resistance in the Third Reich", p.122 (1994) ISBN 0-521-41459-8
3. ↑  Otis C. Mitchell, "Hitler's Nazi state: the years of dictatorial rule, 1934-1945" (1988), p.217
4. ↑  Peter Hoffmann "The History of the German Resistance, 1933–1945"p.xiii